# Lieux dans Half-Life
 (octobre 2019).
Si vous disposez d'ouvrages ou d'articles de référence ou si vous connaissez des sites web de qualité traitant du thème abordé ici, merci de compléter l'article en donnant les références utiles à sa vérifiabilité et en les liant à la section « Notes et références ».
Cet article récapitule les principaux lieux de la série de jeux vidéo Half-Life.

## Half-Life

### Black Mesa
Pour les articles homonymes, voir Black Mesa.
Le centre de recherche de Black Mesa (Black Mesa Research Facility), souvent raccourci en Black Mesa, est un vaste complexe militaro-scientifique top secret se situant dans une zone désertique reculée du Nouveau-Mexique et présente de nombreuses similitudes à la fois avec le laboratoire national de Los Alamos et la Zone 51.
À la suite d’une expérience qui tourne au désastre, Black Mesa est envahi par les extraterrestres de Xen. Finalement, le centre est définitivement anéanti par la directive des Black Ops d’y faire exploser une bombe nucléaire pour supprimer toute trace de l’« incident ».
Cette dernière mission échoue puisque plusieurs hommes et femmes civils et membres du personnel ont pu survivre, et révéler ces événements au monde entier.

### Xen
Xen, parfois appelé monde-frontière, est la dimension d’où sont originaires les extraterrestres responsables de l’incident de Black Mesa.
Il ne s’agit pas vraiment d’une planète mais d’un ensemble de petits astéroïdes (ou îlots) flottant dans ce qui semble être l’immensité vide d’une nébuleuse. Il y règne une pesanteur moins forte que sur Terre mais toujours dirigée vers le « bas » plutôt que vers l’astéroïde le plus proche de telle sorte qu’on peut réellement tomber d’un astéroïde dans le vide. 
Alors que la majorité du premier Half-Life se déroule dans le complexe de Black Mesa, les derniers chapitres se passent sur Xen.

## Half-Life 2

### Cité 17
Cité 17 est une grande ville d’Europe de l’Est dans laquelle s’organise la rébellion contre le Cartel. Les habitants subissent une terrible répression de la part des soldats humanoïdes du Cartel. La propagande y est omniprésente avec des écrans géants disposés partout dans la rue et les bâtiments publics où sont diffusés les discours de Wallace Breen tandis que l’écrasante présence de la Citadelle reste la représentation suprême de la domination du Cartel. La privation est totale : le Cartel empêche les humains de se reproduire et la nourriture est l’objet d’un rationnement strict.
Breen indique également que Cité 17 est l’un des derniers centres urbains de qualité de la Terre et qu’il a choisi d’y installer son administration, laissant ainsi entendre qu’il existe d’autres cités similaires. Un panneau d’horaires de la gare ferroviaire de Cité 17 indique d’ailleurs la présence de trains à destination des Cités 8, 11, 12, 13, 15, 16, 24 et 27 et aussi vers « CNCT. » 
Comme il y a peu d’importance donnée à maintenir certaines parties de Cité 17, certains quartiers de la ville souffrent de décrépitude urbaine, et les dommages visibles suggèrent que la cité a été attaquée par le Cartel pendant la Guerre de Sept Heures. 
Après la révolte des habitants, beaucoup de parties de la ville ont essuyé des dégâts à la suite de batailles entre la Résistance et le Cartel, ou à cause des murs mobiles qui détruisent toute construction sur leur passage. Finalement, la ville disparait à la fin de Half-Life 2: Episode One avec l’explosion du réacteur nucléaire de la Citadelle.

#### La Citadelle
La Citadelle, en plein cœur de Cité 17, est une immense structure, ressemblant à un gigantesque gratte-ciel austère haut de plusieurs kilomètres, depuis lequel le Cartel gouverne la Terre.
La Citadelle est lourdement mécanisée, elle ne semble pas composée d’un bloc, mais de nombreuses plaques de métal qui peuvent se déplacer. La Citadelle a deux « états » connus, c’est-à-dire des configurations que la tour prend selon les situations. Le premier état est ce qui peut probablement être qualifié de configuration dormante, celle maintenue en condition normale dans la ville, lorsque le Cartel ne fait face à aucun problème majeur. Peu de temps après l’arrivée de Gordon Freeman, la Citadelle entre en état d’alerte et change de configuration. D’imposants piliers martèlent le sol à la base de la Citadelle afin d’éloigner les Fourmilions de la Cité.
Des quartiers entiers de Cité 17 ont disparu quand le Cartel installa la Citadelle sur Terre. La Citadelle est encastrée dans un énorme gouffre où d’anciens aqueducs et des canalisations d’égouts aux extrémités détruites ressortent des parois tandis que des carcasses de voitures gisent au fond de l’abîme, comme si la Citadelle était descendue du ciel pour s’écraser brutalement dans le sol, et le bâtiment est complètement encerclé par d’énormes murs mobiles empêchant l’accès à certains secteurs de la ville.
En haut de la Citadelle se trouve le bureau de celui qui a été désigné comme représentant de la Terre par le Cartel, Wallace Breen, ancien administrateur de Black Mesa. C’est dans ce bureau, à l’aspect un peu plus humain que le reste de la Citadelle, que Breen retransmet ses discours de propagande, donne ses directives, gère l’organisation et communique avec les Conseillers du Cartel. Enfin le sommet contient le réacteur à énergie noire qui permet d’ouvrir un portail vers un autre monde ou une autre dimension.
Les étages intermédiaires semblent consacrés aux chaînes de fabrication des armes et des vaisseaux du Cartel. Les étages inférieurs sont composés de tunnels dans lesquels se trouve un complexe réseau de rails. Tout en bas de la Citadelle est situé son noyau nucléaire, à approximativement un kilomètre sous la surface.
À la fin d’Half-Life 2: Episode One, la surcharge du réacteur à énergie noire et l’entrée en fusion du réacteur nucléaire déclenchent la destruction de la Citadelle et de Cité 17.

### La Côte
La Côte, lieu où Gordon Freeman voyage dans Half-Life 2 le long d’une mer entre Ravenholm et Nova Prospekt. Elle permet de voir les effets catastrophiques de l’occupation du Cartel sur Terre comme l’épuisement des ressources naturelles lié à leur surexploitation. L’océan a été comme « aspiré » et le niveau de la mer est plus bas que jamais, tous les quais et les embarcadères peuvent être vus situés à des distances considérables de l’océan lui-même et une grande partie de la plage est jonché de bateaux échoués ou détruits reposant sur ce qui était auparavant le fond de la mer.
La résistance a une position plutôt petite mais assez puissante dans la région. Les raids du Cartel sur les avant-postes de la résistance, l’envoi de missiles « crabe de tête » ont rendu des secteurs inhabitables et certaines portions de la Côte sont devenues infestées par les zombies et d’autres faunes issus de Xen. Une grande partie du littoral, dont de nombreuses routes, a été sévèrement endommagé par l’application des règles du Cartel sur Terre. 
Une grande partie de la Côte a été abandonnée à cause du pullulement des Fourmilions qui se cachent sous le sable, attendant de détecter le moindre mouvement en surface pour surgir. Certaines zones de la Côte sont protégées par un champ de restricteurs, sortes de marteaux géants frappant puissamment le sol, dont les vibrations repoussent tous les fourmilions aux alentours. Ces restricteurs sont alimentés par la Citadelle, c’est d’ailleurs pour cela que dans Half-Life 2: Episode One, Cité 17 est infestée de fourmilions, à la suite de l’explosion du haut de la Citadelle, qui coupe l’alimentation de tous les restricteurs.
Shorepoint, situé sur le Pier 187, est la base principale de la résistance dans la région. Localisé à l’entrée de l’Autoroute 17, au début de la côte elle-même, Shorepoint sert de base d’opérations pour toutes les activités de la résistance le long de la côte. Elle est dirigée par un membre vétéran de la résistance nommé Leon. Shorepoint est relié à Ravenholm par une ligne ferroviaire et une mine.
New Little Odessa est une autre base de la région, commandée par le colonel Odessa Cubbage.
Lighthouse Point est le second poste de la résistance que Freeman croise sur sa route vers Nova Prospekt, et marque la fin de Autoroute 17. Le nom de la base provient du fait qu’il s’agit de la seule base de la résistance avec un phare. 
La dernière des bases de la résistance est localisée au bas d’un canyon et dans des grottes. Elle est proche de la base de Lighthouse Point mais ne peut être rejointe qu’en traversant une zone sablonneuse peuplée de Fourmilions. La base loge plusieurs résistants et surtout des Vortigaunts. Elle est séparée de Nova Prospekt par une longue plage truffée de bunkers du Cartel et protégée des fourmilions par des restricteurs.  
Enfin, la Côte semble s'inspirer de la ville d'Odessa et de ses alentours en Ukraine. En témoigne les divers panneaux écris en cyrillique ainsi que l'architecture typique des pays de l'Est de Cité 17 et ce en plus du nom du colonel Cubbage et de la base dans laquelle il se trouve.  

#### Autoroute 17
L’Autoroute 17 est l’une des nombreuses routes côtières qui relie Cité 17 aux cités et usines voisines. Une partie de la route a été fortement endommagée.  De nombreux petits villages côtiers sont visibles de la route, servant de refuge à beaucoup de membres de la résistance malgré les raid du Cartel. L’Autoroute 17 traverse aussi de nombreux tunnels, dont plusieurs sont totalement désaffectés et parfois envahis par les zombies et le reste de la faune sauvage de Xen. La totalité des véhicules endommagés sur la route sont des anciens modèles soviétiques et est-allemands. Il y a par exemple des Trabant 601 et des Moskvitch 2140. Ces éléments renforcent le fait que Half-Life 2 se passe bien en Europe de l'Est en plus des aspects cités précédemment.

#### Nova Prospekt
Nova Prospekt est une ancienne prison située sur la côte et transformée par le Cartel en lieu de détention de haute sécurité. Cette prison est maintenant un des quartiers généraux du Cartel, c’est ici qu’il effectue des expérimentations sur des êtres vivants, tels que les Résistants de Cité 17, ou bien sur les Vortigaunts. La plupart du temps, les résistants finissent tués ou transformés en stalkers, des zombies mutilés qui exécutent les charges basiques à l’intérieur de la Citadelle. Une voie ferrée allant de la Citadelle ou de la gare de Cité 17 y emmène tous les prisonniers de la Protection Civile. Nova Prospekt est protégé par un champ de restricteurs, sortes de marteaux géants frappant puissamment le sol, repoussant tous les fourmilions de la zone. Ce champ de restricteurs est alimenté par la Citadelle
Le nom de la prison est dans la continuité du paysage d’Europe de l’Est dans lequel baigne le jeu. Il existe plusieurs traductions possibles comme « nouvelle perspective » ou « nouvel espoir ». Il y a un flou sur la langue dans laquelle le nom de Nova Prospekt est supposé être, sachant que « nova » signifie « nouveau » dans toutes les langues slaves et d’autres langages européens et que « Prospekt » peut avoir différentes significations qui varient selon la langue. Nova Prospekt n’est pas grammaticalement correct dans la plupart des langues slaves, car « prospekt » est un nom masculin alors que « nova » signifie « nouvelle » (nouveau se dirait plutôt novi, novy, novij, etc.).
Dans Half-Life 2 Nova Prospekt est pris d’assaut par Gordon Freeman qui permet aux Fourmilions d'envahir la prison, ce qui représente un instant clé de l’histoire. La chute de Nova Prospekt fait naître l’espoir chez les habitants de Cité 17 et déclenche leur révolte.

#### Avant-postes de la Résistance
Ste Olga est un village côtier assez grand. Au départ prévue pour être une partie du chapitre Autoroute 17, l’idée a été abandonnée pendant le développement pour apparaître finalement dans Half-Life 2: Lost Coast. Saint Olga abrite une église byzantine et un seul habitant, un vieux pêcheur. Comme toutes les bases de la résistance, le village a été soumis à un raid aérien et une descente des soldats du Cartel.
Les habitations et cette église sont en hauteur d'un rocher, par laquelle des passages ont été créés. Ces habitations sont des maisons mitoyennes qui forment une place ronde avec au milieu un puits et, comme entrée, des ruines d'une arcade en pierre. L’église, que le Cartel a assiégé, possède un lanceur de missiles de crabes de tête installé par le Cartel et qui vise le village voisin.

### Black Mesa Est
Black Mesa Est est le quartier général de la Résistance. La base est située près d’un barrage, sa source d’énergie, à la périphérie de Cité 17 et à proximité de la ville minière abandonnée de Ravenholm. Le Dr Eli Vance, le Dr Judith Mossman, Alyx Vance, et de nombreux autres membres de la résistance (dont des Vortigaunts) y vivent.
Black Mesa Est est basé sur plusieurs secteurs et possède de nombreux dispositifs qui le rendent autonome comme ses propres générateurs, des cuisines, des espaces de détente, et surtout le laboratoire du Dr Eli Vance où il poursuit des travaux sur la téléportation commencés dans l’initial Centre de recherche de Black Mesa. Eli Vance travaille avec le docteur Isaac Kleiner qui possède son propre laboratoire caché au centre de Cité 17. Les Vortigaunts semblent effectuer un grand nombre de tâches dans la base, comme préparer la nourriture, assister Eli dans son laboratoire, ou alimenter les générateurs (grâce à leur capacité naturelle à produire de l’électricité).
Tous les points d’entrée de Black Mesa Est sont sous la surveillance de caméra de sécurité et contiennent des chambres de décontamination avec de lourdes portes blindées pour tenir les intrus à l’écart. Black Mesa Est est directement connecté à Ravenholm via un tunnel qui a été ensuite barricadé après la contamination de Ravenholm pour empêcher les zombis et les crabes de tête d’entrer dans le complexe.
Durant Half-Life 2, Black Mesa Est est pris d’assaut par le Cartel mais l'issue de cet assaut est inconnue.

### Ravenholm
Ravenholm est une ancienne cité minière habitée par des évadés de Cité 17 (sous l’égide du Cartel). La ville de Ravenholm est constituée essentiellement de maisons plus ou moins grandes en béton ou en bois. Les rues et les maisons semblent vaguement inspirées de l’architecture d’Europe de l’Est ou Russe. De grands immeubles pouvant être aperçus dans certains quartiers ressemblent également à ceux de l’ère soviétique.
À cause d’un récent bombardement du Cartel avec des missiles spéciaux à tête creuse contenant des crabes de tête, Ravenholm est devenu le repère d’une large variété de crabes de tête et de zombies (en fait, des crabes de tête qui ont pris des humains comme hôte). Le dernier survivant humain est visiblement le Père Grégori, l’ancien prêtre orthodoxe de la ville, qui est parti à la chasse aux zombies pour libérer leurs âmes. La ville est à ce titre totalement défigurée par les cadavres des gens devenus zombies qui ont été pris dans des pièges de Grégori (accrochés, découpés, brûlés, pendus…). Il est possible que d’autres survivants soient disséminés dans Ravenholm car il est possible d’entendre une femme crier et Grégori demander à Freeman « une autre vie à sauver ? » (mais cela peut aussi se rapporter aux zombies dont il croit libérer les âmes de ceux qu’il élimine). 
Un tunnel reliait la ville et Black Mesa Est mais il fut scellé par les résistants après le bombardement de Ravenholm pour cause de contamination. L’autre accès pour sortir de Ravenholm se fait via les anciennes mines, dans laquelle les crabes de tête de toutes sortes pullulent. Au sortir des mines de Ravenholm, Freeman retrouve la lumière du jour et la voie ferrée vers les docks et la mer qui ne sont pas loin. Le charbon, du temps de l’exploitation des mines de Ravenholm, était probablement exporté de ce point.
Initialement, Ravenholm s’appelait Quarrytown et devait faire intervenir des soldats du Cartel en plus des zombies, comme il est possible de le voir dans la vidéo de l’E3 « Traptown ». La route empruntée par le joueur a été également modifiée comme le montre la démonstration « Docks » où le joueur traverse des quais qui mènent à Ravenholm.

### White Forest
White Forest est une ancienne base soviétique reconvertie en base secrète de la Résistance. Il s’y trouve deux silos à missiles. C’est notamment sur ce site que le Professeur Arne Magnusson travaille.
White Forest se trouve en périphérie de Cité 17, au milieu des montagnes et des forêts. Plusieurs postes avancés de la Résistance sont disséminés dans la région aux alentours de White Forest.
Après la chute de Black Mesa Est et l’explosion du réacteur de la Citadelle dans Half-Life 2, White Forest est devenu le point de ralliement des résistants.